# 4913-as mellékút (Magyarország)
A 4913-as számú mellékút a Szabolcs-Szatmár-Bereg vármegyei Balkány és Nyírmihálydi között húzódik, áthalad Szakolyon. A mintegy 11 km hosszú, négyszámjegyű, 2x1 sávos, a 4102-es és a 471-es számú főút között kiépített összekötő út. A közút kezelője a Magyar Közút Kht. Szabolcs-Szatmár-Bereg Vármegyei Igazgatósága.
Balkányból ágazik ki kelet felé, keresztülhalad a településen (Szakolyi utca). A várost elhagyva éri el a balkányi vízműtelepet, majd áthalad Szakolyon (Balkányi utca, Mátyás király útja és Mihálydi utca), végül feltárja a Szakoly és Nyírmihálydi között fekvő bioerőművet. Az út Nyírmihálydi településen (Balkányi utca, Vasút utca), a Debreceni utca  kereszteződésénél éri el a Debrecen-Nyíradony-Nyírbátor-Mátészalka közti 471-es főutat. Nyírmihálydinál egyszer keresztezi vasúti átjáró az utat.

## Nyomvonala
Balkány központjában ágazik ki a 4102-es útból, annak a 32+200-as kilométerszelvénye közelében, kelet felé, Szakolyi utca néven. Alig 300 méter megtétele után kiágazik belőle északi irányban a 49 145-ös számú mellékút, amely a város északkeleti határszélei között fekvő Perkedpuszta nevű, különálló településrésze felé vezet. Kevéssel az első kilométere után hagyja el a belterület keleti szélét, és kicsivel arrébb át is lép a következő település, Szakoly határai közé.
A második kilométerétől már Szakoly belterületei között folytatódik, előbb Balkányi út, majd a Mátyás király utca néven. A falu központjában, 3,9 kilométer után délnek fordul, s ott a Mihálydi utca nevet veszi fel, majd, még az ötödik kilométere előtt teljesen kilép a lakott területről. 5,7 kilométer után egy derékszögű irányváltással ismét keletnek fordul, ugyanott kiágazik belőle dél felé egy számozatlan, alsóbbrendű mellékút Szakolykert irányába.
7,5 kilométer után átszeli Nyírmihálydi nyugati határszélét, a település lakott területeit pedig itt is Balkányi út néven éri el, délkelet felé fordulva, 9,2 kilométer után. A 9+650-es kilométerszelvénye közelében keresztezi a Apafa–Mátészalka-vasútvonal vágányait, majd kiágazik belőle a 49 318-as számú mellékút északkeleti irányban, a vasút Nyírmihálydi megállóhelyének kiszolgálására. Utolsó szakasza a Vasút utca nevet viseli, így is ér véget, beletorkollva a 471-es főútba, annak a 33+600-as kilométerszelvénye közelében.
Teljes hossza, az országos közutak térképes nyilvántartását szolgáló kira.kozut.hu adatbázisa szerint 10,207 kilométer.

## Története
A Kartográfiai Vállalat 1990-ben megjelentetett Magyarország autóatlasza a teljes szakaszát kiépített, portalanított útként szerepelteti.